# わんぱくチビッコ大集合!
『わんぱくチビッコ大集合!』（わんぱくチビッコだいしゅうごう）は、1976年から1978年まで毎年12月31日の夜にフジテレビ系列局で年末特別番組として放送されていたフジテレビ製作の子供向けバラエティ番組である。全3回。正式名称は『'XXわんぱくチビッコ大集合!』（「XX」には放送年西暦の下2桁が入る）で、1976年版のみ「-ピンポンパンとポンキッキ-」という副題が付いていた。
FNSチャリティキャンペーン協賛番組として制作・放送された。1976年版は副題が示すとおり、同系列局で放送されていた『ママとあそぼう!ピンポンパン』と『ひらけ!ポンキッキ』とのコラボレーション番組でもあり、1977年版はそれに『欽ちゃんのドンとやってみよう!』とのコラボレーションも加わったが、1978年版ではコラボ色が消失し、子供たちが超人技を披露し、タレントがそれに挑む番組へと変わっていった。また、回を重ねるごとに放送枠が縮小していった。

## 放送時間
いずれも日本標準時。
- 1976年版：金曜 19:00 - 20:54 （114分）
- 1977年版：土曜 19:30 - 20:54 （84分）
- 1978年版：日曜 20:00 - 20:54 （54分）

## 出演者

### 司会
毎回司会を務めていたのは三波のみ。それ以外の人物は1976年版のみ三波と司会を務め、以後の回ではゲストとして参加していた。
- 三波伸介
- 酒井ゆきえ
- 坂本新兵
- 金森勢

### ゲスト
- ガチャピン
- ムック
- 子門真人
- のこいのこ
- 斎藤こず恵
- 高見山大五郎（後の十二代目東関親方）
- ビッグ・マンモス
- 萩本欽一（コント55号）
- 前川清（内山田洋とクールファイブ）
- ささきいさお
- 堀江美都子
- 大杉久美子
- こおろぎ'73
- ほか

## 放送内容

### 1976年
- 大あばれ！東村山音頭
- 高見山と勝負！ちびっこ十人抜き大相撲
- 発表！'76ちびっこヒットパレード
- ガヒップリ！ヒマラヤ熊
- GO! GO! ビッグマンモス
- 人類の謎！雪男の正体
- ほか

参考：『栃木新聞』栃木新聞社、1976年12月31日付のラジオ・テレビ欄。

### 1977年
- 欽ちゃん・清の爆笑年忘れ
- 進め！スーパーカー
- ちびっこヒットパレード
- ほか

参考：『栃木新聞』栃木新聞社、1977年12月31日付のラジオ・テレビ欄。

### 1978年
- 暗算10ケタ
- わんこそば 3分260杯
- 3歳 一輪車
- 猛レーサーグランプリ
- ほか

参考：『栃木新聞』栃木新聞社、1978年12月31日付のラジオ・テレビ欄。